# 瑞士汁
瑞士汁（英語：Swiss Sauce）是香港的一種調味料，雖然使用瑞士命名，卻是香港的地道醬油，與滷水的主要分別是不會太鹹，取而代之是較突出甜味，著名的香港食品瑞士雞翼便是使用瑞士汁烹調而成，還有多種香港菜式使用瑞士汁作為主要調味料。

## 命名
瑞士汁的一大特色是以歐洲山區國家瑞士為名，其英文名稱包含瑞士的簡稱（Swiss），但瑞士並沒有此種調味料，一般相信是早年有外國遊客到香港，在西餐廳品嘗以這種調味料烹調的「甜豉油雞翼」，當侍應向客人用英語介紹該菜式時發音不夠准確，將（Sweet Wings）讀成（Swiss Wings），客人以為是「瑞士的雞翼」，久而久之便成為「瑞士雞翼」。另一說法是外國客人吃過「豉油雞翼」後覺得味道很甜（Sweet），侍應聽錯及誤會是（Swiss），於是以「瑞士」命名之，而烹調雞翼的調味料，也因此被命名為「瑞士汁」
。 瑞士駐香港總領事館曾於2019年8月在Facebook發文，表示瑞士並沒有這種食品，當地也不流行吃雞翼，相信是（Sweet）與（Swiss）的讀音相似產生的誤會，而瑞士雞翼是香港人首創的食品，並表示他們樂意向瑞士市民介紹此香港特色小點。

## 成分
瑞士汁的基本成分是生抽、老抽及冰糖，並加入麻油、米酒、香辛料及香草。其中冰糖可使瑞士汁帶有較強的甜味，使其與偏重鹹味的滷水有較大的分別。香辛料及香草的使用沒有固定標準，一般選用八角、桂皮及陳皮等。瑞士汁可在家自行調配，並依個人喜好增減材料的使用量，而市面上亦有以調配好的瓶裝瑞士汁發售。

## 使用
使用瑞士汁做出來的菜式以瑞士雞翼最為聞名，此外也有多種港式食品應用瑞士汁作為主要調味料，如瑞士汁煎豬扒、瑞士汁炒牛河、瑞士汁炒烏冬及瑞士汁意大利粉等等
。

## 外部連結
- 李錦記瑞士汁 （页面存档备份，存于）
- 淘大瑞士汁